# Henry Rono
Pour les articles homonymes, voir Rono.
Henry Rono, né le 12 février 1952 à Nandi Hills (colonie et protectorat du Kenya) et mort le 15 février 2024 à Nairobi (Kenya), est un athlète kényan spécialiste des courses de fond et de demi-fond.
Durant une courte période, il a dominé le demi-fond et le fond mondial, établissant quatre records du monde sur quatre épreuves différentes (3 000 m, 3 000 m steeple, 5 000 m et 10 000 m) au cours de la seule année 1978. Le boycott des Jeux olympiques de Montréal et de Moscou par son pays l'a empêché de se construire le palmarès que son talent lui prédisait.

## Biographie
Issu de la tribu Nandi, Henry Rono commence comme les enfants de sa région la course à pied lors de ses trajets à l'école.
En 1977, il rejoint l'Université d'État de Washington aux États-Unis. Durant ces années universitaires, il établit de nombreux records National Collegiate Athletic Association (NCAA) : il devient le troisième sportif, après Gerry Lindgren et Steve Prefontaine, de l'histoire de la NCAA à remporter trois titres NCAA de cross-country en 1976, 1977 à 1979. Il est champion NCAA en steeple en 1978 et 1979 et champion NCAA du 3 000 mètres en salle en 1977. En 1978, il établit la même journée deux records NCAA du 3 000 mètres steeple et du 5 000 mètres. Le lendemain, il abaisse encore de six secondes son propre record du steeple. Ces deux records sont toujours en cours en 2009.
En 1978, il remporte quatre médailles d'or internationales, deux lors des Jeux du Commonwealth d'Edmonton sur 3 000 mètres steeple et 5 000 mètres et deux lors des Jeux africains d'Alger, toujours sur 3 000 mètres steeple et sur le 10 000 mètres.
Mais il réussit surtout un énorme exploit en établissant quatre records du monde, sur quatre distances différentes, en 81 jours. C'est d'abord le record du 5 000 mètres qu'il abaisse à 13 min 08 s 4 le 8 avril à Berkeley. Puis le 13 mai à Seattle, c'est le record du 3 000 mètres steeple qu'il fait passer à 8 min 05 s 4, record qui attendra 1989 et Peter Koech pour être de nouveau battu. Le 11 juin, à Vienne, c'est le 10 000 mètres qu'il abaisse de près de 8 secondes pour atteindre 27 min 22 s 5. Enfin le 27 du même mois, il établit son quatrième record, le 3 000 mètres, en 7 min 32 s 1 au Bislett Games d'Oslo. En 1981, il abaisse son propre record du 5 000 mètres 13 min 06 s 20 à Knarvik, record qu'il établit alors qu'il avait passé la veille à boire et qu'il est allé courir une heure dans la matinée pour évacuer l'alcool absorbé.
Henry Rono souffre en effet d'alcoolisme. Les deux boycotts des Jeux olympiques de Montréal et de Moscou l'ont privé de postuler à un titre olympique. De plus, sans manager, il se sent seul face aux sollicitations, dont celles de son pays.
Après sa carrière, sa vie est gouvernée par son problème d'alcoolisme. C'est ainsi qu'il se retrouve dans des foyers de sans-abris à Washington. Après être descendu aussi bas (« That's the lowest you can go. After that, the only place you can go is up. If you go down, you're dead. »), il part pour Portland puis Albuquerque, effectuant de petits boulots, en particulier dans l'aéroport de cette dernière ville.

## Palmarès
| Année | Compétition          | Lieu     | Discipline           | Place | Temps          |
| ----- | -------------------- | -------- | -------------------- | ----- | -------------- |
| 1978  | Jeux du Commonwealth | Edmonton | 3 000 mètres steeple | 1er   | 8 min 26 s 54  |
| 1978  | Jeux du Commonwealth | Edmonton | 5 000 mètres         | 1er   | 13 min 23 s 04 |
| 1978  | Jeux africains       | Alger    | 3 000 mètres steeple | 1er   | 8 min 15 s 82  |
| 1978  | Jeux africains       | Alger    | 10 000 mètres        | 1er   | 27 min 58 s 90 |

## Records
Henry Rono a établi de nombreux records du monde :
- le record du monde du 10 000 mètres en 27 min 22 s 5 le 11 juin 1978
- le record du monde du 5 000 mètres en 13 min 08 s 4 le 8 avril 1978
- le record du monde du 5 000 mètres en 13 min 06 s 20 le 13 septembre 1981
- le record du monde du 3 000 mètres steeple en 8 min 05 s 4 le 13 mai 1978
- le record du monde du 3 000 mètres en 7 min 32 s 1 le 27 juin 1978

## Distinctions
- Henry Rono est élu athlète de l'année par le magazine Track and Field News en 1978.
- Il est également élu Champion des champions mondiaux par le journal français L'Équipe en 1978.
- Il remporte encore le Grand Prix de l'Académie des Sports, toujours  en 1978.